# Jezioro Piaskowe (powiat złotowski)
Jezioro Piaskowe – jezioro w woj. wielkopolskim, w powiecie złotowskim, w gminie Złotów, leżące na terenie Pojezierza Południowokrajeńskiego.

## Dane morfometryczne
Powierzchnia zwierciadła wody według różnych źródeł wynosi od 10,0 ha przez 9,6 ha do 10,32 ha (lustra wody) lub 11,26 ha (ogólna).
Zwierciadło wody położone jest na wysokości 115,5 m n.p.m. Średnia głębokość jeziora wynosi 2,3 m, natomiast głębokość maksymalna 5,9 m.

## Hydronimia
Według spisu opracowanego przez Komisję Nazw Miejscowości i Obiektów Fizjograficznych (KNMiOF) zestandaryzowana nazwa tego jeziora to Jezioro Piaskowe. Dane z państwowego rejestru nazw geograficznych podają oboczną nazwę tego jeziora – Piaseczno.